# 植田功一
植田 功一（うえだ こういち、1973年8月7日 - ）は、日本のフリーアナウンサー。ライトハウス所属。九州龍谷短期大学准教授。元NHKアナウンサー。広島県広島市出身。

## 来歴・人物
広島県立広島国泰寺高等学校から1997年駒澤大学文学部社会学科卒業。同年、NHKにアナウンサーとして入局。東京での2ヶ月研修後、東北は岩手・盛岡局に3年2ヶ月、山陰の島根・松江局に1年勤務した。同期には島津有理子､膳場貴子､登坂淳一､斉木武志､和田政宗､佐藤寅彦､原口雅臣､三浦拓実など。
2001年にNHKを退局し独立。フリーアナウンサー、ジャーナリストとして活動。中国新聞社で創刊120周年記念事業として行われているテレビ番組『1945原爆と中国新聞』（中国新聞社制作・中国放送協力）で語りを担当。CSのニュース専門チャンネル『朝日ニュースター』でキャスター兼ニュースデスクのチーフ（編集長）としてニュースを編集・制作。北朝鮮拉致問題や事故・災害・国政の現場の取材などを行う。
江戸川大学 マスコミ自主講座で非常勤講師(「アナウンス・番組制作」)。芝浦工業大学工学部 非常勤講師(「プレゼンテーション入門」)。広島修道大学人間環境学部 非常勤講師(「パブリック・スピーキング」)を歴任。現在、九州龍谷短期大学 人間コミュニティ学科 准教授。
趣味は読書（主に椎名誠、宮本輝作品）、日本全国鉄道の旅。
資格は国家資格・キャリアコンサルタント。

## 活動歴

### テレビ・ラジオ
- 中国新聞社で創刊120周年記念事業として行われているテレビ番組『1945原爆と中国新聞』（中国新聞社制作・中国放送協力） - 語り
- 朝日ニュースター「TODAY」「フリーゾーン」 - チーフ・ニュースデスク兼キャスター
- チバテレビ「テレビ傍聴席」県議会中継 - 司会
- TOKYO FM「TOKYO FMニュース」 - ニュースデスク兼アナウンス
- TOKYO MX「全国高校野球選手権　東西東京大会」 - 実況
- 日本テレビ「ニュースプラス1」 - リポーター
- BS朝日「感動！食紀行～絶品!!極上!納豆に出会う旅」 - ナレーション
- 中国放送「中国新聞ニュース」 - アナウンス

### 映画
- 『誰も知らない』（是枝裕和監督作品：カンヌ国際映画祭出品作） - 実況アナウンサー 役（声の出演）
- 『タッチ』（犬童一心監督作品） - 実況アナウンサー 役

### 講師
- 東京・大田区文化事業「話し方講座」「アナウンス講座」
- 東京・大田区　自主サークル「Talk Talk」

### その他
- 雑誌「放送文化」”放送と言葉”コラム執筆（2005年秋号・NHK出版）
- 駒澤大学硬式野球部主催　プロ野球・高校野球功労者　受賞パーティ - 司会